# Drymonia guatemalensis
Drymonia guatemalensis là một loài thực vật có hoa trong họ Tai voi. Loài này được (C.V.Morton) D.N.Gibson mô tả khoa học đầu tiên năm 1972.